# 第45独立空中強襲旅団 (ウクライナ空中機動軍)
第45独立空中強襲旅団（だい45どくりつくうちゅうきょうしゅうりょだん、ウクライナ語: 45-та окрема десантно-штурмова бригада）は、元ウクライナ空中機動軍の旅団。2020年に解散した。空中機動軍司令部隷下であった。

## 概要

### ウクライナ陸軍

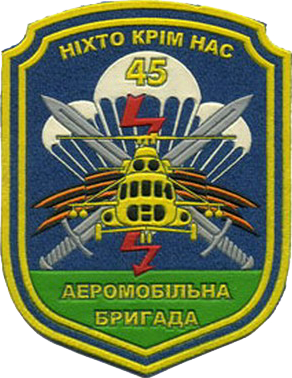
ウクライナ陸軍第45空挺旅団

1993年5月、ソ連空挺軍第98親衛空挺師団隷下の第299親衛落下傘連隊を基幹に第45空挺旅団としてオデッサ州ボルフラードで創設された。
2003年、機械化に伴い、第16独立機械化旅団に改編され、2006年に解隊された。

### ウクライナ空中機動軍
2016年10月19日、ウクライナ空中機動軍第79独立空中強襲旅団隷下の第88独立空中強襲大隊を基幹に第45独立空中強襲旅団としてオデッサ州ボルフラードで再編され、2016年11月からドンバス戦争に投入された。
2018年5月、第88独立空中強襲大隊が新設された第35独立海軍歩兵旅団 (ウクライナ海兵隊)隷下に転属した。 

## 編制
- 旅団司令部（ボルフラード）
- 第1空中強襲大隊
- 第2空中強襲大隊
- 第3空中強襲大隊
- 旅団砲兵群
  - 本部中隊
  - 自走砲大隊
  - 榴弾砲大隊
  - ロケット砲大隊
- 防空大隊
- 戦車中隊

- 偵察中隊
- 工兵中隊
- 着陸支援中隊
- 整備中隊
- 兵站中隊
- 通信中隊
- NBC防護中隊
- 衛生中隊
- 狙撃小隊